# Rod Dixon
Rod Dixon, właśc. Rodney Phillip Dixon (ur. 13 lipca 1950 w Nelson) – nowozelandzki lekkoatleta (średnio- i długodystansowiec), medalista olimpijski z 1972.
Był jednym z trzech nowozelandzkich biegaczy (obok Johna Walkera i Dicka Quaxa), którzy w latach 70. odnosili znaczące sukcesy w biegach średnich i długich.  
Zdobył brązowy medal w biegu na 1500 metrów na igrzyskach olimpijskich w 1972 w Monachium (wyprzedzili go Pekka Vasala z Finlandii i Kipchoge Keino z Kenii). Na pierwszych mistrzostwach świata w biegach przełajowych w 1973 w Waregem zdobył brązowy medal indywidualnie, a także drużyna Nowej Zelandii uplasowała się na 3. miejscu.
Zajął 4. miejsce w biegu na 1500 metrów na igrzyskach Brytyjskiej Wspólnoty Narodów w 1974 w Christchurch, w którym Filbert Bayi z Tanzanii ustanowił rekord świata czasem 3:32,16. Czas Dixona – 3:33,89 – był wówczas piątym rezultatem w historii biegu na tym dystansie.
Zajął 4. miejsce w biegu na 5000 metrów na igrzyskach olimpijskich w 1976 w Montrealu. Na Igrzyskach Wspólnoty Narodów w 1978 w Edmonton był ósmy zarówno w biegu na 1500 metrów, jak i na 5000 metrów. Zdobył brązowy medal na mistrzostwach świata w biegach przełajowych w 1982 w Rzymie.
Później Dixon skoncentrował się na biegach ulicznych. W 1983 zwyciężył w biegu maratońskim w Auckland, a następnie w Maratonie Nowojorskim. Na igrzyskach olimpijskich w 1984 w Los Angeles zajął 10. miejsce w maratonie.
Dixon był mistrzem Nowej Zelandii w biegu na 1500 metrów w 1978, w biegu na 5000 metrów w latach 1978-1981, w biegu na 10 000 metrów w 1981 i w biegu przełajowym w 1971 i 1977. Był dwukrotnym rekordzistą Nowej Zelandii w biegu na 1500 metrów do wyniku 3:37,3  osiągniętego 24 lipca 1973 w Oslo, raz w biegu na 3000 metrów z przeszkodami z czasem 8:29,0 (23 sierpnia 1983 w Oslo), a do tej pory jest rekordzistą w biegu maratońskim z wynikiem 2:08:59 (23 października 1983 w Nowym Jorku).
Od wielu lat jest propagatorem masowego biegania i zdrowego trybu życia. Prowadzi fundację Kidsmarathon, która uczy dzieci prawidłowego odżywiania się i regularnego wysiłku fizycznego, przygotowując je do przebiegnięcia maratonu.

## Rekordy życiowe
| Konkurencja                        | Data i miejsce                  | Wynik    |
| ---------------------------------- | ------------------------------- | -------- |
| bieg na 800 metrów                 | 15 września 1973, Rzym          | 1:47,6   |
| bieg na 1000 metrów                | 30 lipca 1974, Oslo             | 2:17,2   |
| bieg na 1500 metrów                | 2 lutego 1974, Christchurch     | 3:33,89  |
| bieg na 1500 metrów (hala)         | 21 lutego 1976, San Diego       | 3:41,4   |
| bieg na milę                       | 30 czerwca 1975, Sztokholm      | 3:53,62  |
| bieg na 2000 metrów                | 4 lipca 1975, Londyn            | 5:01,67  |
| bieg na 3000 metrów                | 2 lipca 1974, Mediolan          | 7:41,0   |
| bieg na 3000 metrów (hala)         | 22 lutego 1980, San Diego       | 7:51,8   |
| bieg na 2 mile                     | 18 lipca 1974, Sztokholm        | 8:14,32  |
| bieg na 2 mile (hala)              | 22 lutego 1980, San Diego       | 8:24,1   |
| bieg na 5000 metrów                | 5 lipca 1976, Sztokholm         | 13:17,27 |
| bieg na 5000 metrów (hala)         | 16 lutego 1980, Houston         | 13:26,56 |
| bieg na 10 000 metrów              | 31 stycznia 1981, Christchurch  | 28:35,69 |
| bieg maratoński                    | 23 października 1983, Nowy Jork | 2:08:59  |
| bieg na 3000 metrów z przeszkodami | 23 sierpnia 1973, Oslo          | 8:29,0   |